# OK Napredak Odžak
OK Napredak Odžak – bośniacki klub siatkarski z Odžaku, założony w 1973 roku. Obecnie występuje w najwyższej klasie rozgrywkowej (Premijer liga).

## Historia
Odbojkaški klub Odžak założony został w 1973 roku z inicjatywy regionalnych miłośników piłki siatkowej, do których należeli m.in. Ivo Matić, Ðorđe Stanojević, Marko Matić. W 1987 roku klub dostał się do II ligi, gdzie w swoim pierwszym sezonie zajął 3. miejsce. Pierwszy okres funkcjonowania klubu kończy wojna w Bośni. Zespół odbudowany został w 1997 roku przez Ivo Maticia, Miroslava Ratančicia, Pere Čalušića, Ivana Vilicia i Joze Jazvicia. W tym czasie nie powstały jeszcze profesjonalne klubowe rozgrywki w Bośni i Hercegowinie, dlatego klub pod nazwą Napredak od sezonu 1998/1999 występował w chorwackiej lidze Herceg-Bośni. Pierwszym trenerem nowo powstałej drużyny został Pero Čalušić. Od sezonu 2001/2002 Napredak Odžak występuje w bośniacko-hercegowińskiej Premijer lidze.

## Sukcesy
Mistrzostwo Bośni i Hercegowiny:
- 2002, 2007, 2025[2]
- 2006, 2009, 2010, 2024[3]
- 2008

Puchar Federacji Bośni i Hercegowiny:
- 2024